# I wojna bałkańska

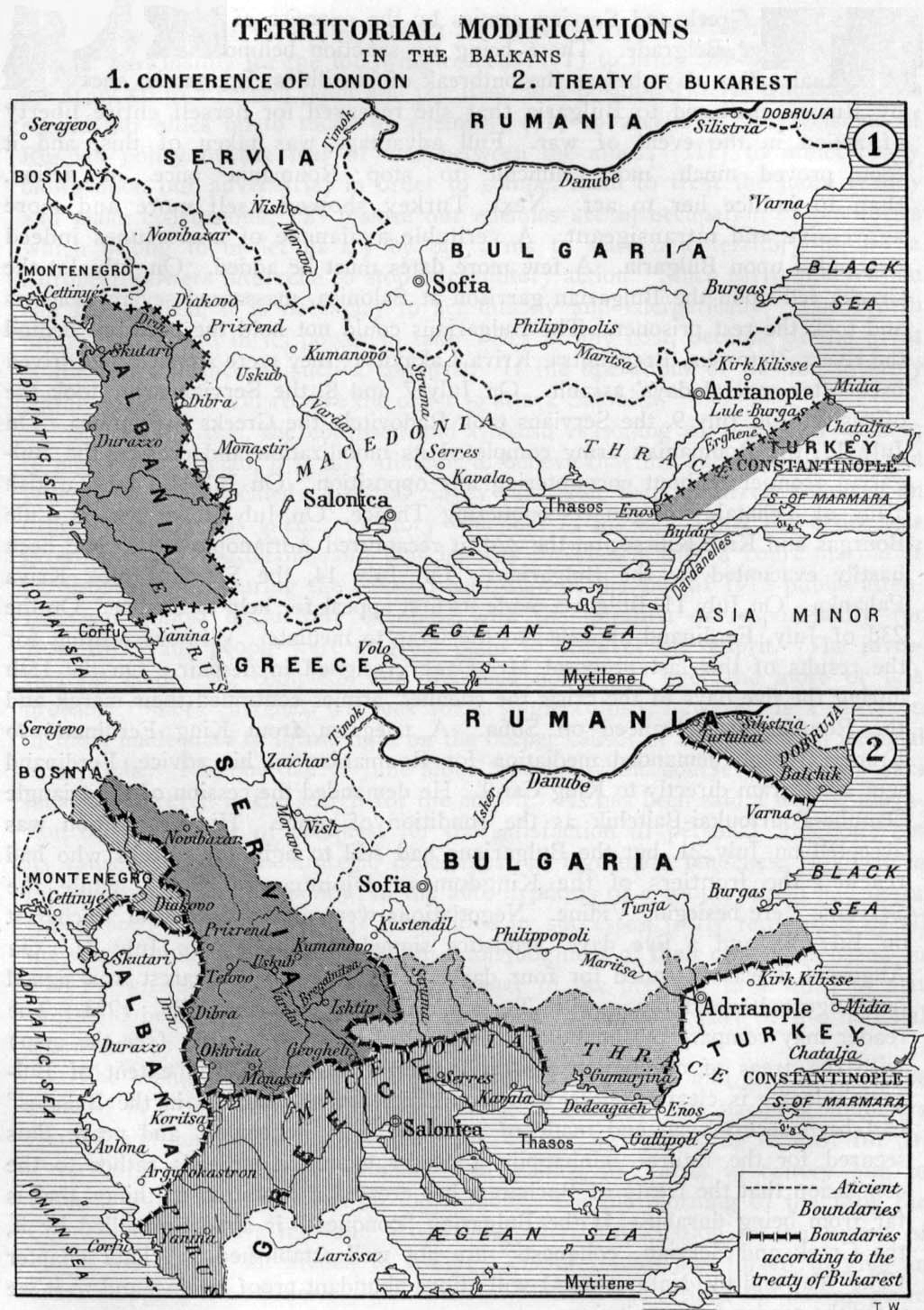
Zmiana granic na Bałkanach dokonana ostatecznie w wyniku wojen bałkańskich. Górna mapa przedstawia Bałkany przed obiema wojnami oraz, dodatkowo, zaznaczono na niej granicę bułgarsko-turecką po I wojnie bałkańskiej (linia Enez-Midye). Mapa nie przedstawia zajęcia przez Grecję większości wysp Morza Egejskiego (oprócz Dodekanezu)

I wojna bałkańska (8 października 1912 – 30 maja 1913) – konflikt zbrojny pomiędzy Ligą Bałkańską, czyli antytureckim sojuszem państw bałkańskich (Bułgaria, Czarnogóra, Grecja, Serbia), a samą Turcją.

## Podłoże i przebieg konfliktu

Granice państw w 1912, przed rozpoczęciem wojny

W połowie XIV wieku Imperium Osmańskie najechało Bałkany. Grecja uzyskała niepodległość w 1832 (wojna o niepodległość Grecji), Czarnogóra i Serbia w 1878 (traktat berliński), a Bułgaria w 1908 roku. Państwa bałkańskie, zachęcone łatwymi zwycięstwami Włoch w wojnie włosko-tureckiej (1911–1912), wypowiedziały Turcji wojnę.
Konflikt poprzedził antyturecki sojusz państw bałkańskich, zapoczątkowany zawarciem (13 marca 1912) tajnego układu między Bułgarią i Serbią, zmierzającego do odebrania Turcji Macedonii. W maju 1912, po wahaniach, zaakceptowano w sojuszu także Grecję, jako dysponującą silną i nowoczesną marynarką wojenną oraz niezbyt licznymi wojskami lądowymi – uważano, że niezdolnymi do szybkiego przełamania tureckich, ciężkich umocnień. W lipcu do koalicji dołączyła Czarnogóra. Umowa pomiędzy sojusznikami przewidywała, że każdy z nich zostanie wynagrodzony tym terytorium, które jego wojska zdołają wydrzeć Turcji.

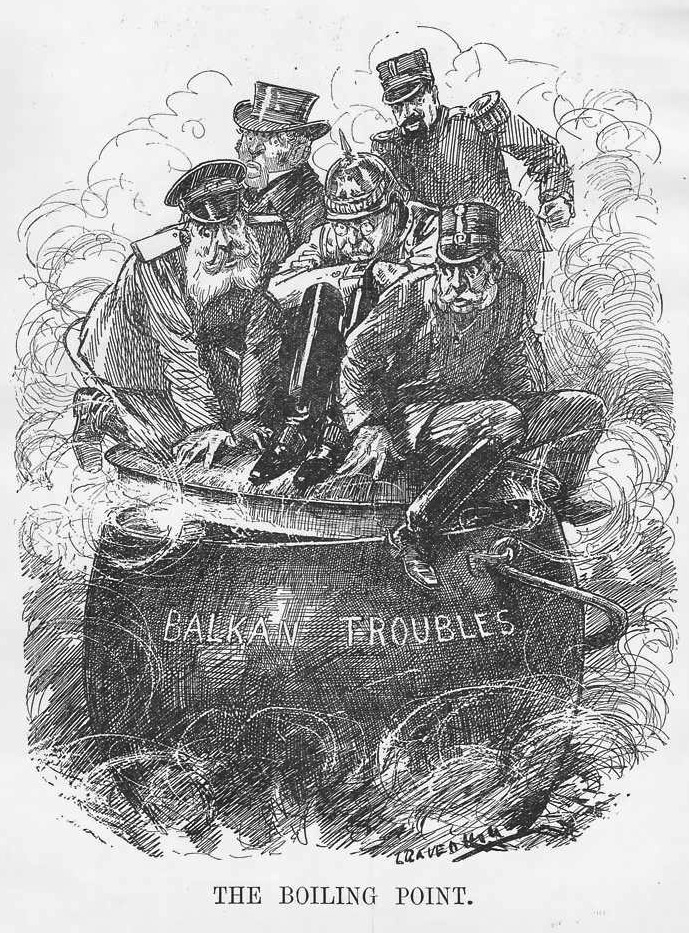
Ilustracja satyryczna z roku 1912 lub 1913, stosowna do określania Bałkanów, jako wrzącego kotła

8 października, wykorzystując jako pretekst odrzucenie przez Turcję postulatów przyznania szerokiej autonomii prowincjom bałkańskim, Czarnogóra wypowiedziała Turcji wojnę. 19 października przyłączyły się do niej pozostałe państwa sojuszu bałkańskiego. Dysponująca dwukrotnie liczniejszymi siłami (ok. 630 tys. przeciwko ok. 350 tys. wojsk tureckich) koalicja do końca 1912 uzyskała zdecydowaną przewagę i duże korzyści terytorialne. Najcięższe walki toczyły wojska bułgarskie, spychając armię turecką w stronę Konstantynopola. One też poniosły najwięcej ofiar. 3 listopada 1912 Turcja poprosiła o pomoc w zapewnieniu bezpieczeństwa miastom tureckim, przede wszystkim Konstantynopolowi, mocarstwa europejskie, które następnie wysłały tam swoje okręty. Mocarstwa były zaniepokojone rozwojem sytuacji i perspektywą klęski Turcji, toteż od listopada prowadziły konsultacje w Londynie w sprawie uzgodnienia stanowisk w sprawach bałkańskich, a także prowadzono rokowania rozejmowe.
W międzyczasie, lekceważona przez Bułgarów grecka armia lądowa, podejmując wysokie ryzyko strategiczne, dysponując precyzyjnymi danymi wywiadowczymi i pomocą miejscowej ludności, przecinając łączność wroga i brawurowo, głównie nocą, atakując tereny szczególnie umocnione, wszędzie na swej drodze szybko pokonywała wojska tureckie, od Epiru po Macedonię i Trację Zachodnią. Turecki garnizon Salonik zdecydował się na kapitulację przed głównymi siłami greckimi zaledwie na kilka godzin przed spodziewanym dotarciem na przedpola tego miasta także wojsk bułgarskich. Ponadto zgodnie z oczekiwaniami grecka marynarka wojenna szybko opanowała Morze Egejskie, skutecznie atakując port w Salonikach, wypierając Turków ze wszystkich wysp, zadając nieprzyjacielskiej flocie duże straty i zmuszając ją do schronienia się w cieśniny. Następnie greckie okręty skutecznie wsparły uderzenia swych wojsk lądowych w Macedonii Wschodniej i w Tracji.
Tak szybkie i rozległe zdobycze Grecji wywołały rozgoryczenie strony bułgarskiej, mimo ustąpienia przez Greków z Macedonii Wschodniej (okręg miasta Kawala), na rzecz Bułgarii.
Po wprowadzeniu zawieszenia broni między Turcją a Bułgarią, Serbią i Czarnogórą (4 grudnia 1912), podjęto rokowania pokojowe w Londynie. Działania wojenne nadal natomiast toczyła Grecja. Brak porozumienia między stronami oraz przewrót polityczny w Turcji 23 stycznia 1913, po którym władzę objął nacjonalistyczny rząd Envera Paszy deklarujący kontynuację działań wojennych, doprowadziły do wypowiedzenia przez Turcję rozejmu i wznowienia walk 3 lutego 1913 roku. Próby ofensyw tureckich zakończyły się jednak porażkami. W marcu 1913 roku Turcja poddała Bułgarom twierdzę w Adrianopolu, a Grekom twierdzę w Janinie. 15 kwietnia 1913 nastąpiło na prośbę Turcji zawieszenie broni. W maju 1913 roku wznowiono rokowania w Anglii.
30 maja, na mocy traktatu w Londynie, Turcja zrzekła się prowincji powyżej linii łączącej miasto Enez nad Morzem Egejskim i miasto Midye nad Morzem Czarnym. Serbia zajęła część Macedonii i wraz z Czarnogórą podzieliła ziemie Sandżaku Nowopazarskiego. Część Macedonii otrzymały także Bułgaria i Grecja, która uzyskała również kontrolę nad Kretą i zachodnią Tracją. W trakcie trwania I wojny bałkańskiej, 28 listopada 1912, proklamowała niepodległość Albania, wspierana przez Austro-Węgry i Włochy.
Pośrednio następstwem wojny była zbrojna demonstracja morska mocarstw europejskich przeciwko Czarnogórze, która zajęła 22/23 kwietnia 1913 i zaanektowała turecką twierdzę Skutari (Szkodra), mającą zostać stolicą autonomicznego księstwa Albanii, pod władzą Turcji. 14 maja 1913 mocarstwa europejskie wysadziły desant w Skutari, a następnie do wybuchu I wojny światowej zapewniały bezpieczeństwo miastu. Dopiero w lipcu 1913 konferencja ambasadorów przyznała Albanii niepodległość pod nadzorem mocarstw.

## Galeria

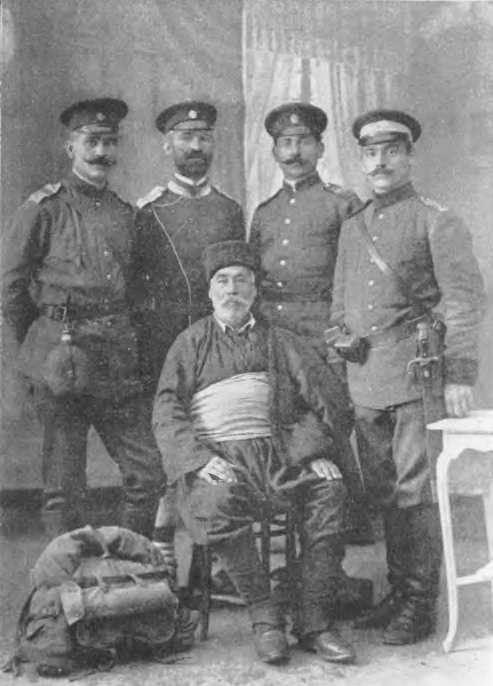
Żołnierze bułgarscy
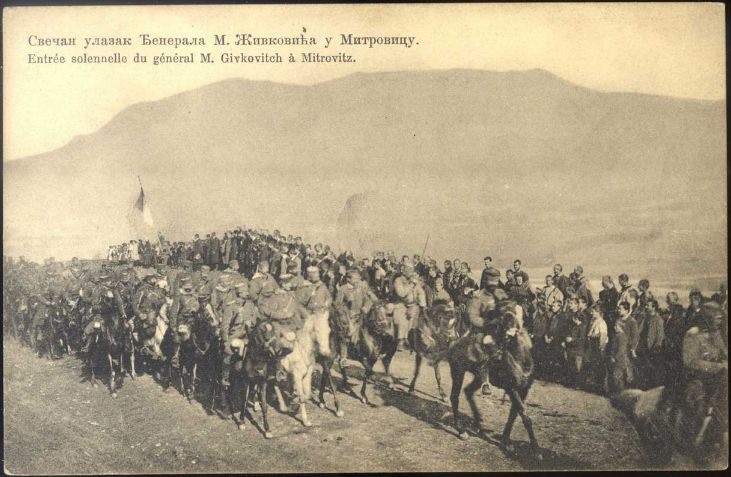
Armia serbska wkracza do Mitrowicy
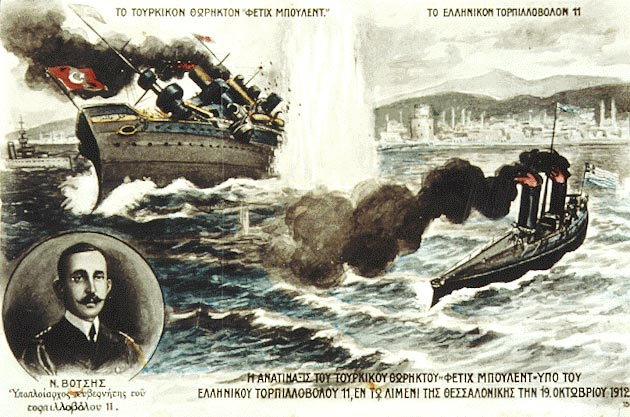
Grecki torpedowiec w ataku na turecki pancernik w Salonikach
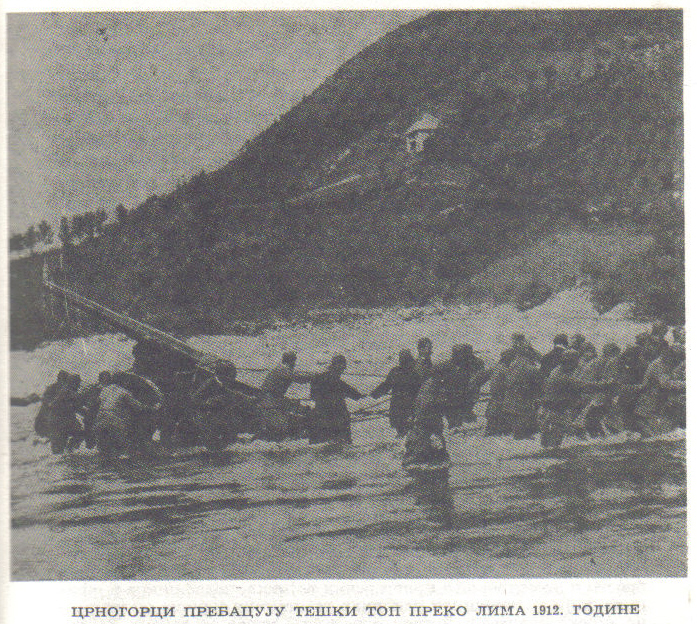
Żołnierze Czarnogóry, w trakcie przeprawy swej artylerii
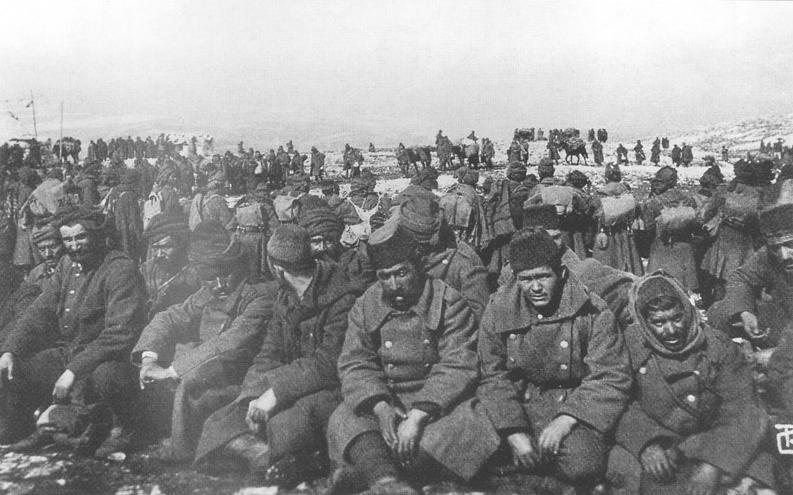
Tureccy jeńcy wojenni, wzięci do niewoli pod Bizani (Grecja)
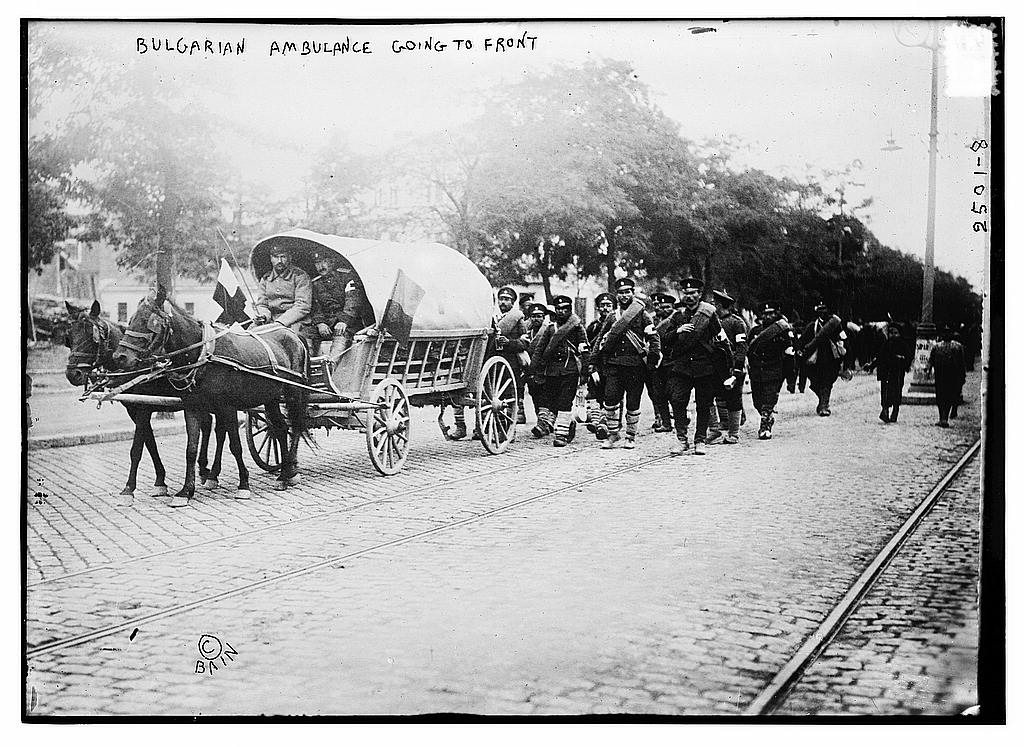
Ambulans Bułgarskiego Czerwonego Krzyża
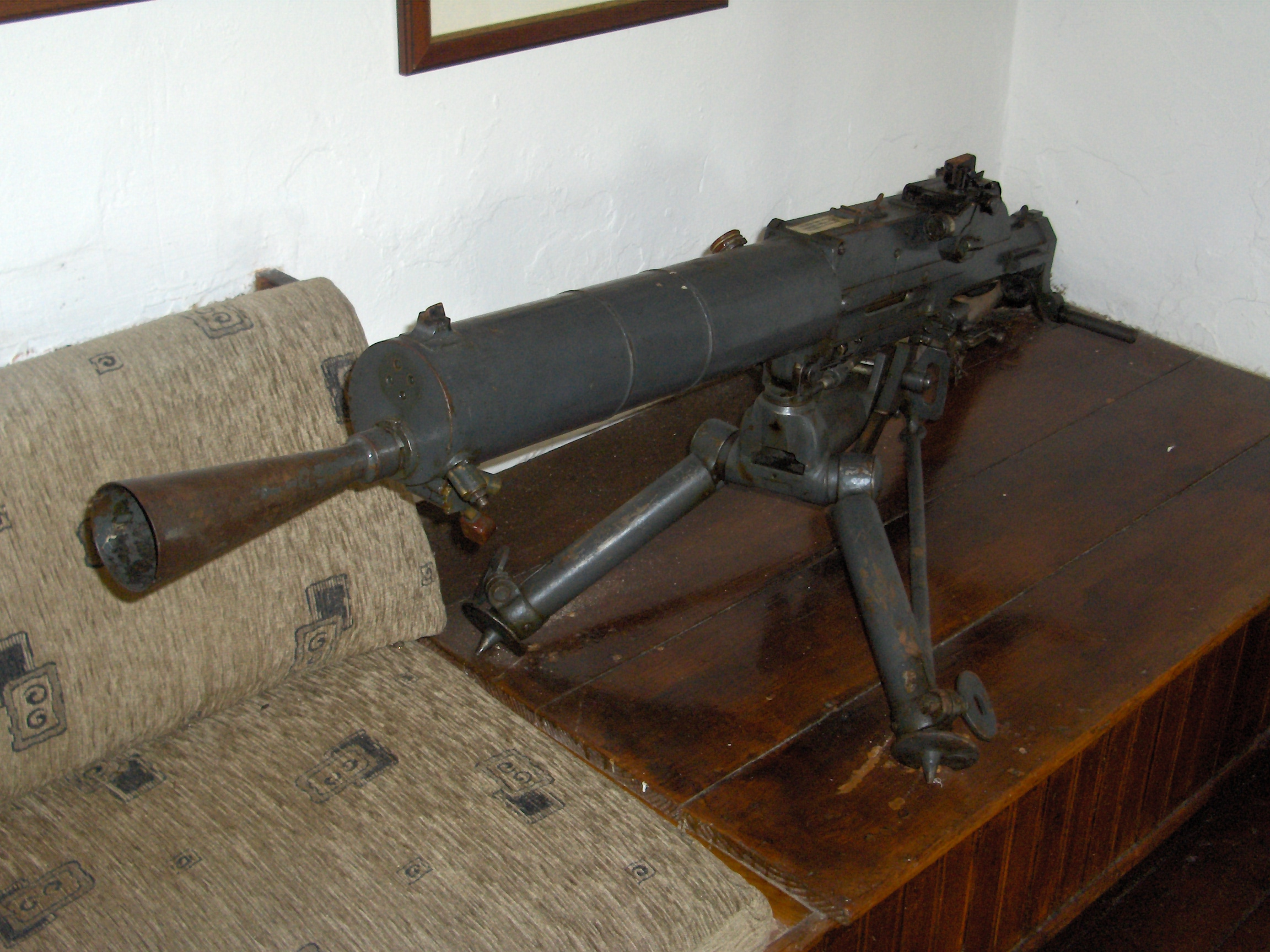
Karabin maszynowy Schwarzlose z czasów I wojny bałkańskiej, zbiory Muzeum Emina Agi w Janinie, Grecja